# Howard Brown
Howard Stephen Brown (Pottstown, Pensilvania; 21 de julio de 1977) es un exjugador de baloncesto estadounidense. Jugaba en la posición de alero. Posee la nacionalidad española, al estar casado con una mujer leonesa.

## Biografía
Formado en la Universidad de Villanova, probó  en varias ligas de verano de la NBA, jugó en competiciones menores americanas (IBL y USBL) hasta que se decidió a dar el salto definitivo a Europa de la mano del Ferrol Baloncesto de LEB en la temporada 2000/01, donde sustituyó a Frank Brown.
En la temporada 2002-02 jugó en el Benfica portugués y acabó la temporada en los Cocodrilos de Caracas de la liga venezolana.
En la temporada 2002/03 se asentó casi definitivamente en la LEB española, permaneciendo durante ese curso baloncestístico en el Baloncesto León, con el que promedió 18,48 puntos por partido, convirtiéndose en el máximo anotador de la categoría. En la 2003/04 jugó la mayor parte del año en Melilla, donde llegó tras una breve aventura en Israel, donde participó en 5 partidos con el Haifa. En el conjunto melillense tuvo un promedio de 16,6 puntos por partido
En el año 2005 es fichado por el Polaris World CB Murcia, en el que fue uno de los pilares para conseguir el ascenso a la Liga ACB. Gracias a esa magnificada temporada, es renovado por el equipo murciano.
En el año 2006 debuta en ACB ante el Gran Canaria. En liga ACB contó con menos oportunidades por lo que fue cortado por el club murciano al final de la primera vuelta. El lugar de Howard fue ocupado por Stacey
El Cai Zaragoza sería su próximo destino. Allí vuelve a lograr el ascenso a ACB la temporada 2007/08 año en el cual el Cai resultó campeón de la liga Leb Oro. Tras dos temporadas consecutivas jugando en la Leb Oro, primero en Gandía y posteriormente en Palencia, en diciembre de 2010 ficha por el Lobe Huesca, como sustituto temporal de Jeff Bonds.

## Palmarés
Ha sido dos veces máximo anotador de la Liga LEB. La primera de ellas en el Ferrol Baloncesto, equipo con el que debutó en España con 23,9 puntos por encuentro tras jugar en el Benfica portugués, y la segunda en el León, con el que promedió 18,9 puntos. 

## Trayectoria
- 95/99 Universidad de Villanova (NCAA)  Estados Unidos
- 99/00 Grand Rapids (CBA)  Estados Unidos
- 99/00 Baltimore (IBL)  Estados Unidos
- 00/01 LEB. Ferrol Baloncesto  España
- 01/02 Benfica  Portugal
- 01/02 Cocodrilos de Caracas  Venezuela
- 02/03 LEB. CB León  España
- 03/04 Maccabi Haifa  Israel
- 03/04 LEB. Melilla Baloncesto  España
- 04/05 LEB. Plasencia-Galgo  España
- 05/06 LEB. CB Murcia  España
- 06/07 LEB. CAI Zaragoza  España
- 07/08 LEB. CAI Zaragoza  España
- 08/09 LEB. Gandía Basket Athletic  España
- 09/10 LEB. Faymasa Palencia  España
- 10/11 LEB. Club Baloncesto Peñas Huesca  España
- 11/12 LEB Plata. Oviedo Club Baloncesto  España